# Azua de Compostela
Azua de Compostela, o semplicemente Azua è un comune della Repubblica Dominicana di 91.395 abitanti, situato nella Provincia di Azua, di cui è capoluogo. Comprende, oltre al capoluogo, otto distretti municipali: Barro Arriba, Las Barías-La Estancia, Los Jovillos, Barreras, Doña Enma Balaguer, Las Lomas, Clavellina e Puerto Viejo-Los Negros.

## Geografia fisica
La città è un centro urbano e commerciale sulla costa meridionale della Repubblica Dominicana. Si trova 97 km a sud ovest di Santo Domingo, nella regione amministrativa di El Valle. Le parole "Compostela", sembra voler dire "Campo delle Stelle", dal latino "campus stellae".
È una città calda e secca, la sua temperatura media è di 26 °C e precipitazioni annue sono di 630 mm.